# 168th Street (métro de New York)
168th Street est une double station souterraine de correspondance, des lignes d'infrastructures IRT Broadway-Seventh Avenue et IND Eighth Avenue du métro de New York. Elle est située à l'intersection West 168th Street, Broadway, & St. Nicholas Avenue, dans le quartier Washington Heights, au nord de l'arrondissement de Manhattan, dans la ville de New York aux États-Unis.
Elle dispose de deux sous stations ouvertes par les anciens réseaux : en 1906 pour l,'Interborough Rapid Transit Company (IRT) et en 1932 pour l,Independent Subway System (IND).
La station 168th Street (IRT) est desservie par les rames du service desserte de couleur rouge « 1 » ; et la station 168th Street (IND) est desservie par les rames des services dessertes de couleur bleue : « A » et « C »

## Situation sur le réseau

Plan du métro de New York (2009)

## Histoire
La station 168th Street de la ligne IRT est mise en service le 16 mars 1906.
Elle devient une station de correspondance le 10 septembre 1932, lors de l'ouverture de la station 168th Street de l'IND,
1er juillet 1948.

## Services aux voyageurs

### Desserte

#### Station ligne IRT

Installations et desserte St. IRT
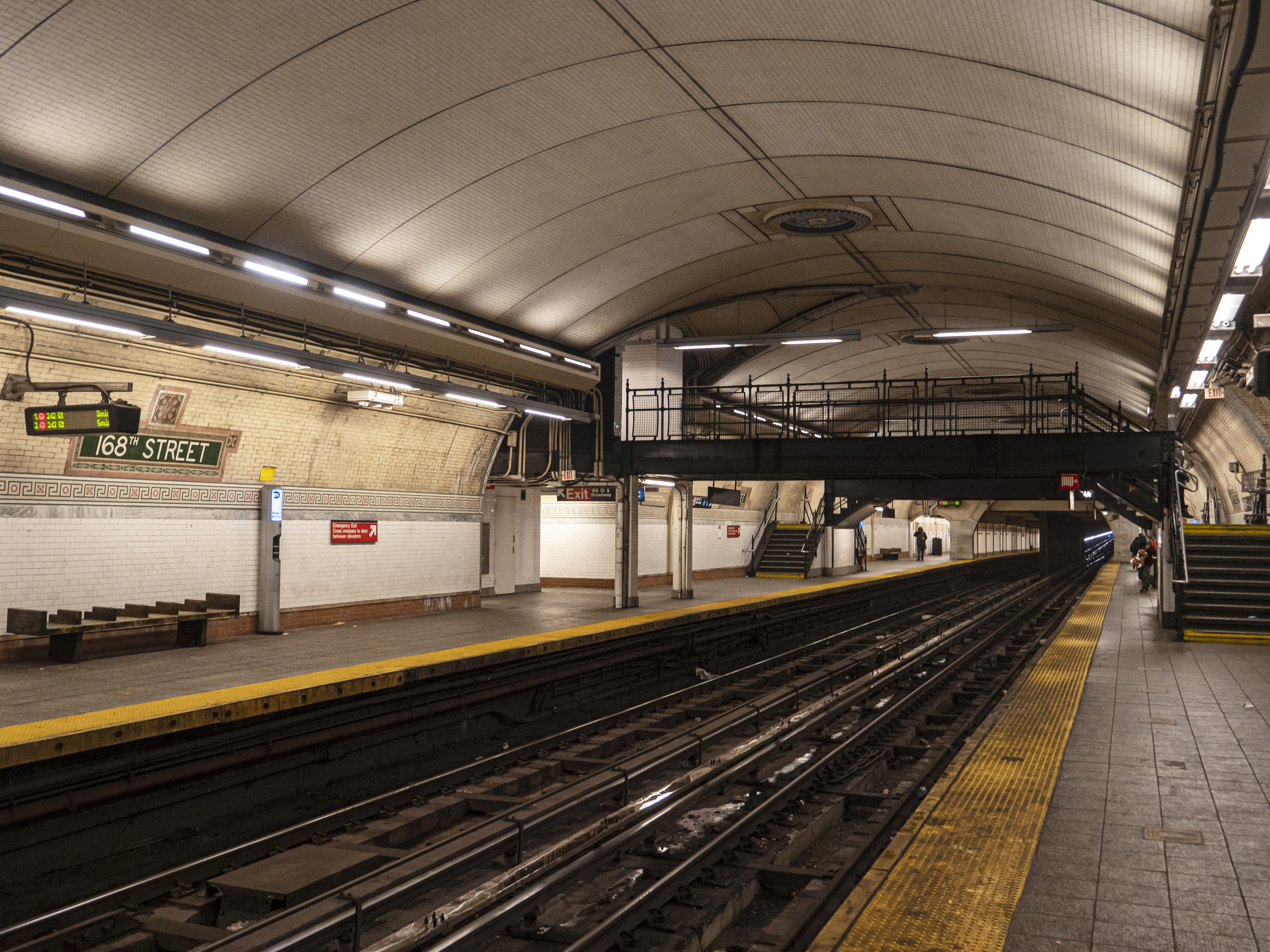
En 2021.
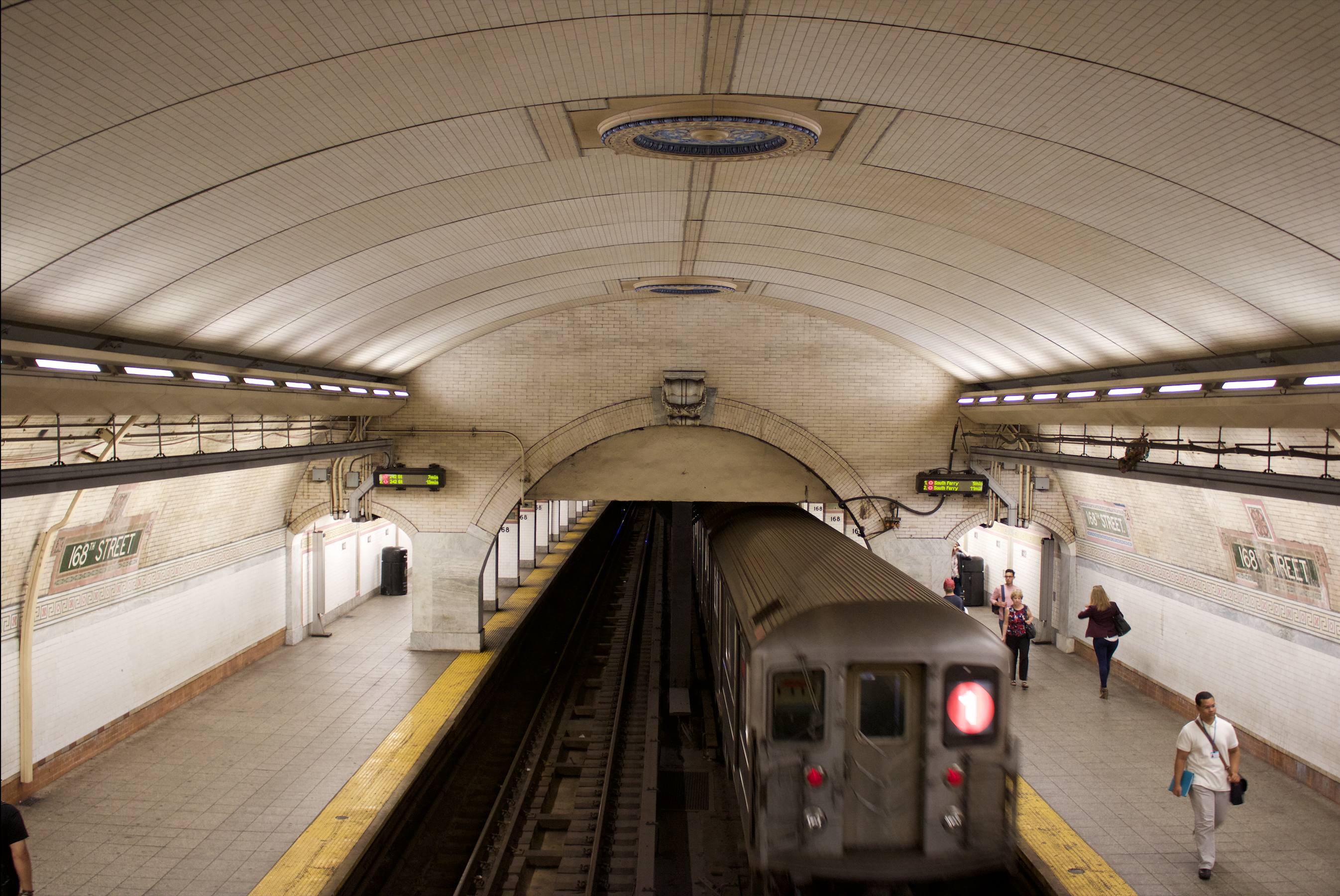
En 2018.
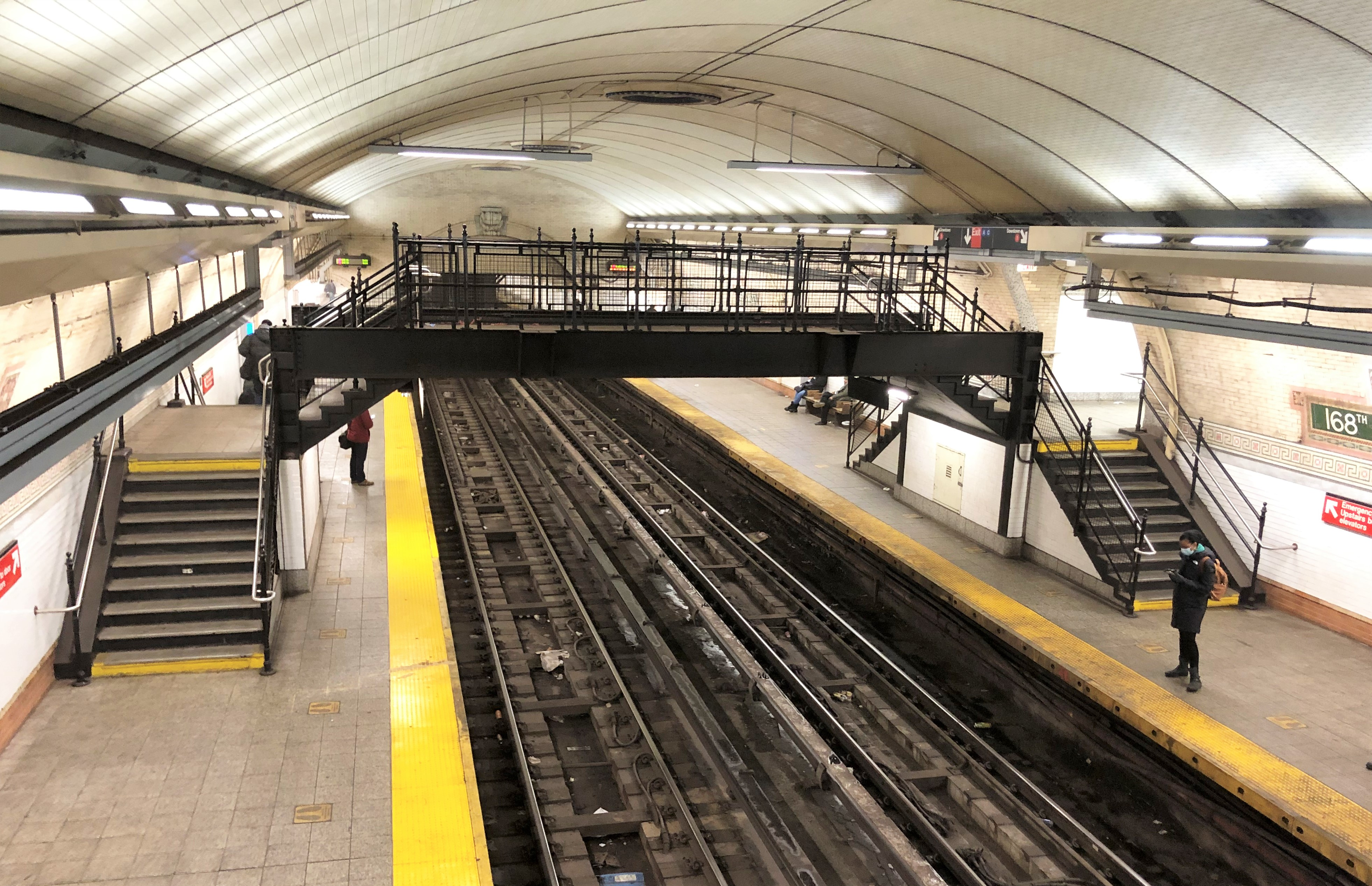
EN 2021.

#### Station ligne IND

Installations et desserte St. IND
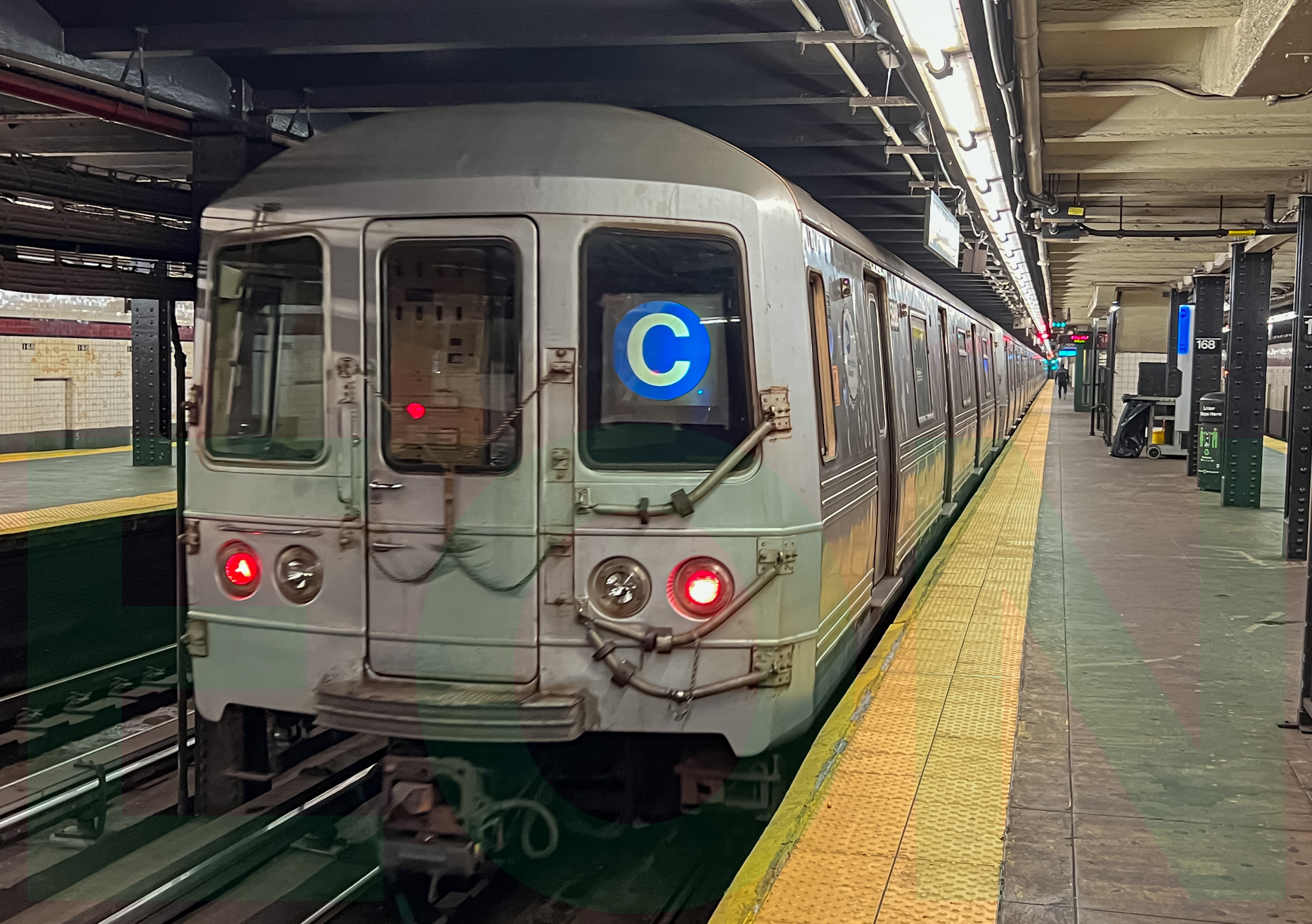
En 2023.
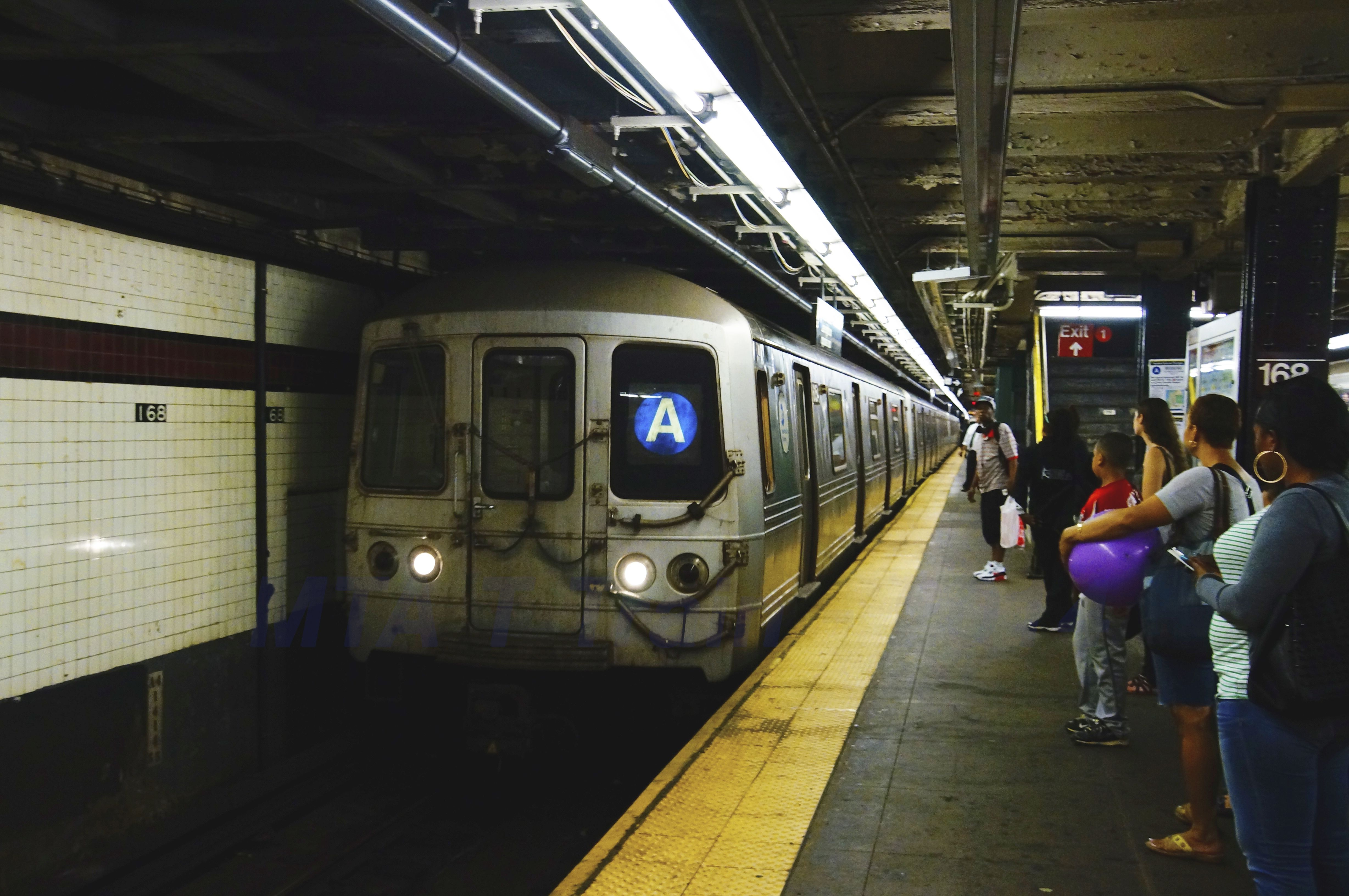
En 2014.
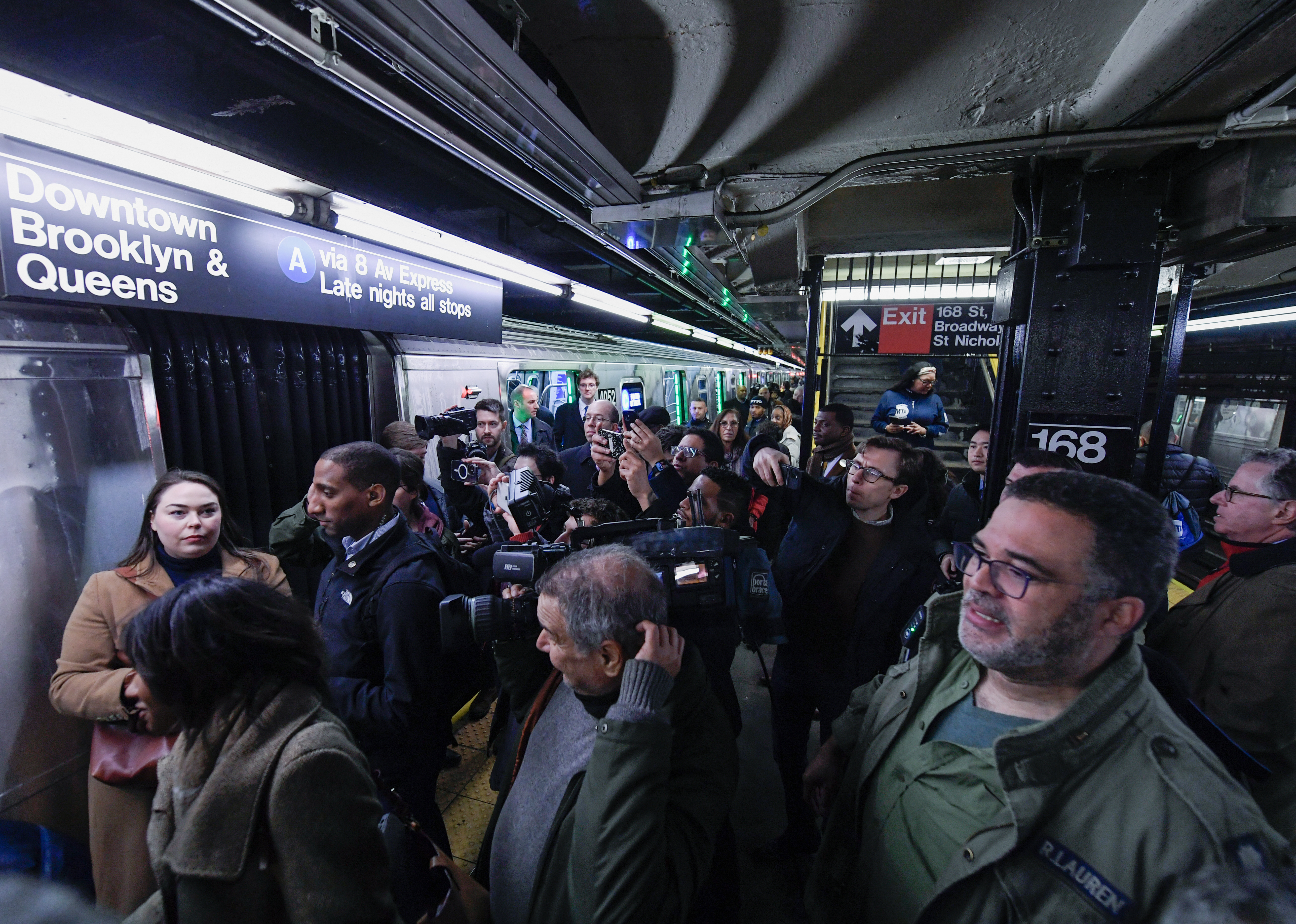
En 2024.